# تیم ملی فوتبال ساحلی مکزیک
تیم ملی فوتبال ساحلی مکزیک نماینده مکزیک در مسابقات بین‌المللی فوتبال ساحلی و یکی از بهترین تیم‌های فوتبال ساحلی جهان است. تیم ملی فوتبال ساحلی مکزیک نایب قهرمان ١ دوره جام‌های جهانی فوتبال ساحلی در سال‌های ٢٠٠٧ است.